# Цхентаро
Цхентаро (груз. ცხენთარო) — село в Грузії.
За даними перепису населення 2014 року в селі проживає 630 особи.